# In & Out
In & Out (en Argentina recibió el nombre de ¿es o no es?) es una película estadounidense del 1997 dirigida por Frank Oz. Contó con las actuaciones de Kevin Kline, Tom Selleck, Joan Cusack, Matt Dillon, Debbie Reynolds, Bob Newhart, Shalom Harlow, y Wilford Brimley. El guion está escrito por Paul Rudnick.
Fue estrenada en Estados Unidos el 19 de septiembre de 1997. La película está inspirada en el discurso pronunciado por Tom Hanks al recoger su Óscar en 1994 como mejor actor por su papel en Philadelphia, en el que mencionaba a su profesor de teatro del instituto, Rawley Farnsworth y a su antiguo compañero de clase John Gilkerson, "dos buenos estadounidenses gays, dos personas maravillosas con las que he tenido la suerte de encontrarme". Esta película fue uno de los pocos intentos de la industria de Hollywood de hacer una película de temática LGBT en su época y que incluía una escena en la que se puede ver un beso entre Kevin Kline y Tom Selleck de 10 segundos de duración, algo poco común en la época en la que se estrenó.

## Argumento
Howard Brackett (Kevin Kline), es un profesor de ética en lengua inglesa, que lleva una vida tranquila en el ficticio Greenleaf, Indiana. Está comprometido con una compañera de trabajo, Emily (Joan Cusack). 
Toda la ciudad espera ansiosa la gala de entrega de los Óscar, ya que Cameron Drake (Matt Dillon), un actor originario de la localidad y antiguo alumno de Brackett, está nominado al Óscar al mejor actor por un papel en el que representa a un soldado gay. Cameron recibe el premio al mejor actor y al leer su discurso tras recoger la estatuilla, da las gracias a Brackett y añade: "...que también es gay".
Los padres, amigos y la prometida de Howard se quedan estupefactos, aunque esto no es nada comparado a la reacción de incredulidad e indignación del propio Howard, que intenta convencer a todo el mundo de que es heterosexual. La ciudad se llena de periodistas, que le persiguen intentando conseguir una entrevista. El director del instituto pone sobre aviso a Howard que la situación creada no es la ideal.
Aunque los demás periodistas se marchan después de conseguir lo que buscaban, uno se queda en el pueblo: Peter Malloy (Tom Selleck), que quiere cubrir la boda de Howard y Emily. Cuando Cameron Drake se entera del revuelo que se ha montado, decide viajar a su pueblo natal para intentar arreglar la situación.
Howard nota que el modo en que le trata la gente a su alrededor ha cambiado y llega a la conclusión de que la única manera de probar su heterosexualidad, es mantener relaciones sexuales prematrimoniales con Emily, algo que intenta pero no consigue.
Howard se encuentra con Peter, quien intenta ayudarle contándole cómo fue su experiencia a la hora de salir del armario. Howard sigue manteniendo que no es gay, a lo cual Peter responde besándole. Howard se queda sorprendido pero responde de forma positiva al beso, confirmando así las sospechas de Peter acerca de su homosexualidad.
Como última recurso y a la desesperada, Howard intenta convencerse de su heterosexualidad con un casete de autoayuda en la que se puede escuchar la canción "I will survive", en la versión cantada por Diana Ross y RuPaul.
Posteriormente, en la boda y cuando llega el momento del "sí, quiero", Emily lo hace sin vacilar, pero Howard, en su lugar, dice "soy gay". Peter se mostrará orgulloso de Howard y éste está molesto consigo mismo por haber hecho daño a Emily. Cuando parece que las cosas no podían ir peor, Howard es despedido de su trabajo por haber hecho pública su homosexualidad.
A pesar de haber sido despedido, Howard asiste a la ceremonia de graduación de sus alumnos. Cuando los alumnos se enteran de que ha sido despedido por ser gay, se van declarando homosexuales uno a uno durante la ceremonia para demostrar su rechazo a la decisión de la junta directiva de la escuela y su apoyo a su profesor. La familia de Howard les sigue, haciendo lo mismo. Después sus amigos y el resto de las personas allí congregadas.
La película finaliza con los padres de Howard casándose nuevamente para renovar sus votos. Howard, Peter y el resto del pueblo asisten a la boda y entre los asistentes puede verse a Emily y Cameron Drake, aparentemente juntos.

## Reparto[5]
- Kevin Kline como Howard Brackett
- Tom Selleck como Peter Malloy
- Joan Cusack como Emily Montgomery
- Matt Dillon como Cameron Drake
- Debbie Reynolds como Bernice Brackett
- Wilford Brimley como Frank Brackett
- Gregory Jbara como Walter Brackett
- Shalom Harlow como Sonya
- Shawn Hatosy como Jack
- Zak Orth como Mike
- Bob Newhart como Tom Halliwell
- Lauren Ambrose como Vicky
- Alexandra Holden como Meredith
- Deborah Rush como Ava Blazer
- Lewis J. Stadlen como Edward Kenrow
- J. Smith-Cameron como Trina Paxton
- Kate McGregor-Stewart como Aunt Becky
- Debra Monk como Mrs. Lester
- Ernie Sabella como Aldo Hooper
- John Cunningham como la voz del casete
- Gus Rogerson como Danny
- Joseph Maher como el padre Tim
- William Parry como Fred Mooney
- William Duell como Emmett Wilson
- Richard Woods como el reverendo Morgan
- Kevin Chamberlin como Carl Mickley
- Wally Dunn como el primo Lenny
- Larry Clarke como el primo Ernie
- June Squibb como el primo Ellen
- Becky Ann Baker como Darlene
- Selma Blair como la prima Linda
- Whoopi Goldberg como ella misma
- Glenn Close como ella misma
- Jay Leno como el mismo

## Premios[6]
| Certamen                                | Premio                          | Año  | Categoría                                                                  | Nominado        | Resultado |
| --------------------------------------- | ------------------------------- | ---- | -------------------------------------------------------------------------- | --------------- | --------- |
| Academy Awards, USA                     | Oscar                           | 1998 | Mejor actriz secundaria                                                    | Joan Cusack     | Nominada  |
| 20/20 Awards                            | Felix                           | 2018 | Mejor actriz secundaria                                                    | Joan Cusack     | Nominada  |
| American Comedy Awards, USA             | American Comedy Award           | 1998 | Mejor actriz secundaria                                                    | Joan Cusack     | Ganadora  |
| Awards Circuit Community Awards         | ACCA                            | 1997 | Mejor actriz secundaria                                                    | Joan Cusack     | Nominada  |
| Blockbuster Entertainment Awards        | Blockbuster Entertainment Award | 1998 | Actriz favorita de comedia                                                 | Joan Cusack     | Nominada  |
| Blockbuster Entertainment Awards        | Blockbuster Entertainment Award | 1998 | Actor favorito de comedia                                                  | Kevin Cline     | Nominado  |
| Blockbuster Entertainment Awards        | Blockbuster Entertainment Award | 1998 | Actor secundario favorito de comedia                                       | Tom Selleck     | Nominado  |
| Blockbuster Entertainment Awards        | Blockbuster Entertainment Award | 1998 | Actriz secundario favorita de comedia                                      | Debbie Reynolds | Nominado  |
| Boston Society of Film Critics Awards   | BSFC Award                      | 1997 | Mejor actriz secundaria                                                    | Joan Cusack     | Nominada  |
| Casting Society of America, USA         | Artios Award                    | 1998 | Mejor actriz Larogometraje de comedia                                      | Margery Simkin  | Nominada  |
| Chicago Film Critics Association Awards | CFCA Award                      | 1998 | Mejor actriz secundaria                                                    | Joan Cusack     | Nominada  |
| Chlotrudis Awards                       | Chlotrudis Award                | 1998 | Mejor actriz secundaria                                                    | Joan Cusack     | Ganadora  |
| Critics Choice Awards                   | Critics Choice Awards           | 1998 | Mejor actriz secundaria                                                    | Joan Cusack     | Ganadora  |
| GLAAD Media Awards                      | GLAAD Media Awards              | 1998 | Película destacada                                                         | Film            | Ganador   |
| Golden Globes, USA                      | Golden Globe                    | 1998 | Mejor Actuación de un Actor en una Película, Comedia o Musical             | Kevin Cline     | Nominado  |
| Golden Globes, USA                      | Golden Globe                    | 1998 | Mejor Actuación de un Actriz de reparto en una Película, Comedia o Musical | Joan Cusack     | Nominada  |
| MTV Movie + TV Awards                   | MTV Movie Award                 | 1998 | Mejor beso                                                                 | escena          | Nominado  |
| MTV Movie + TV Awards                   | MTV Movie Award                 | 1998 | Mejor actor                                                                | Kevin Cline     | Nominado  |
| MTV Movie + TV Awards                   | MTV Movie Award                 | 1998 | Mejor actriz secundaria                                                    | Joan Cusack     | Nominada  |
| New York Film Critics Circle Awards     | NYFCC Award                     | 1998 | Mejor actriz secundaria                                                    | Joan Cusack     | Ganadora  |
| Online Film & Television Association    | OFTA Film Award                 | 1998 | Mejor actriz secundaria                                                    | Joan Cusack     | Nominada  |
| Online Film & Television Association    | OFTA Film Award                 | 1998 | Mejor actor                                                                | Kevin Cline     | Nominado  |
| Online Film & Television Association    | OFTA Film Award                 | 1998 | Mejor actriz de comedia                                                    | Joan Cusack     | Nominada  |
| Satellite Awards                        | Golden Satellite Award          | 1998 | Mejor actriz de reparto en una Película, Comedia o Musical                 | Joan Cusack     | Ganadora  |
| Satellite Awards                        | Golden Satellite Award          | 1998 | Mejor actor en una Película, Comedia o Musical                             | Kevin Cline     | Nominado  |
| Satellite Awards                        | Golden Satellite Award          | 1998 | Mejor película, comedia o musical                                          | Scott Rudin     | Nominado  |
| Society of Texas Film Critics Awards    | STFC Award                      | 1998 | Mejor actriz de reparto en una Película, Comedia o Musical                 | Joan Cusack     | Ganadora  |